# Rissa brevirostris
Rissa brevirostris là một loài chim trong họ Laridae.
Loài này sinh sống sinh sản ở các đảo Pribilof, đảo Buldir và đảo Bogoslof ở biển Bering ngoài khơi bờ biển Alaska và quần đảo Commander, Nga và trải qua mùa đông trên biển.
Chim non mất ba năm để trưởng thành. Chim trưởng thành dài 35–39 cm, với sải cánh dài 84–92 cm và khối lượng cơ thể 325-510 g.

## Hình ảnh

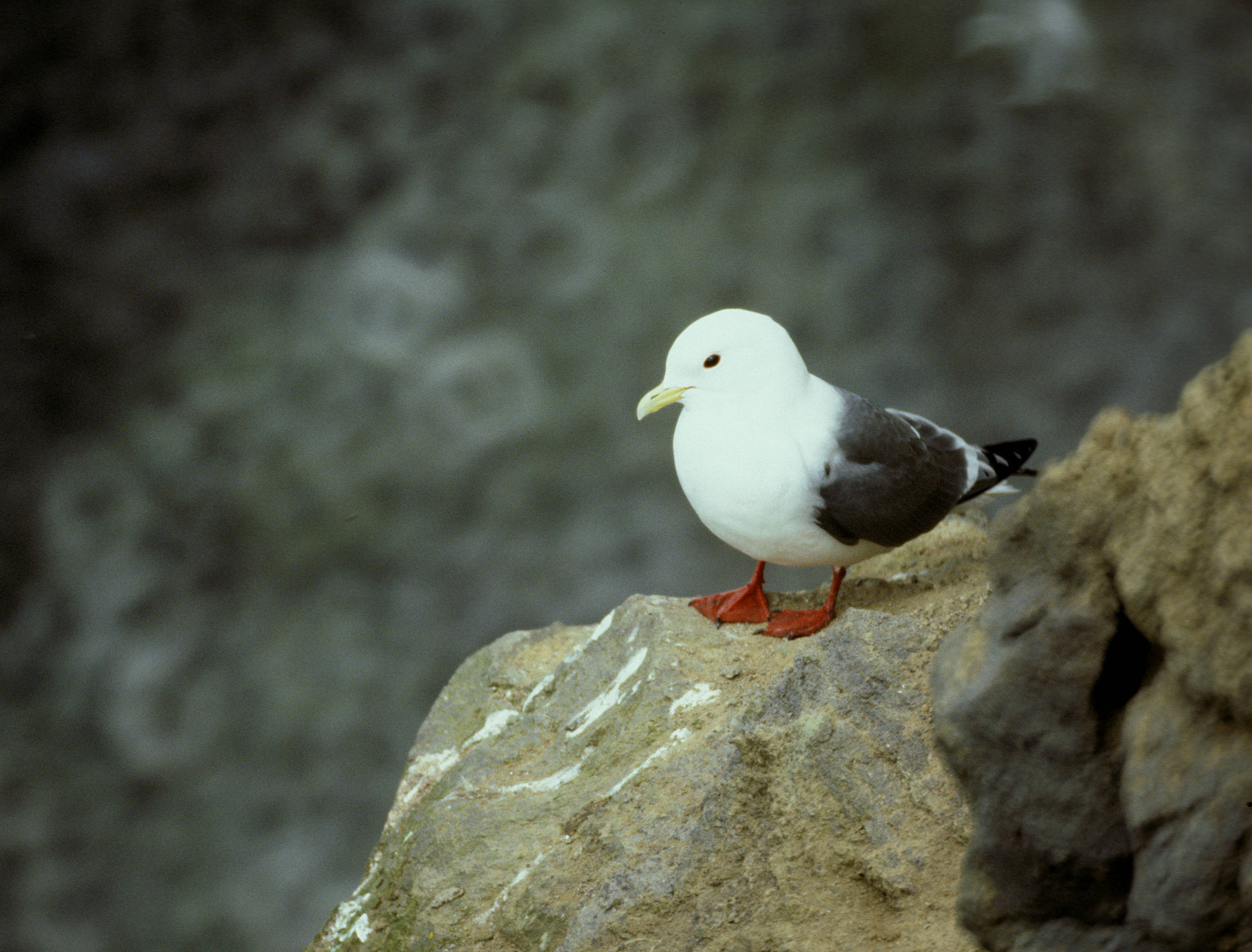
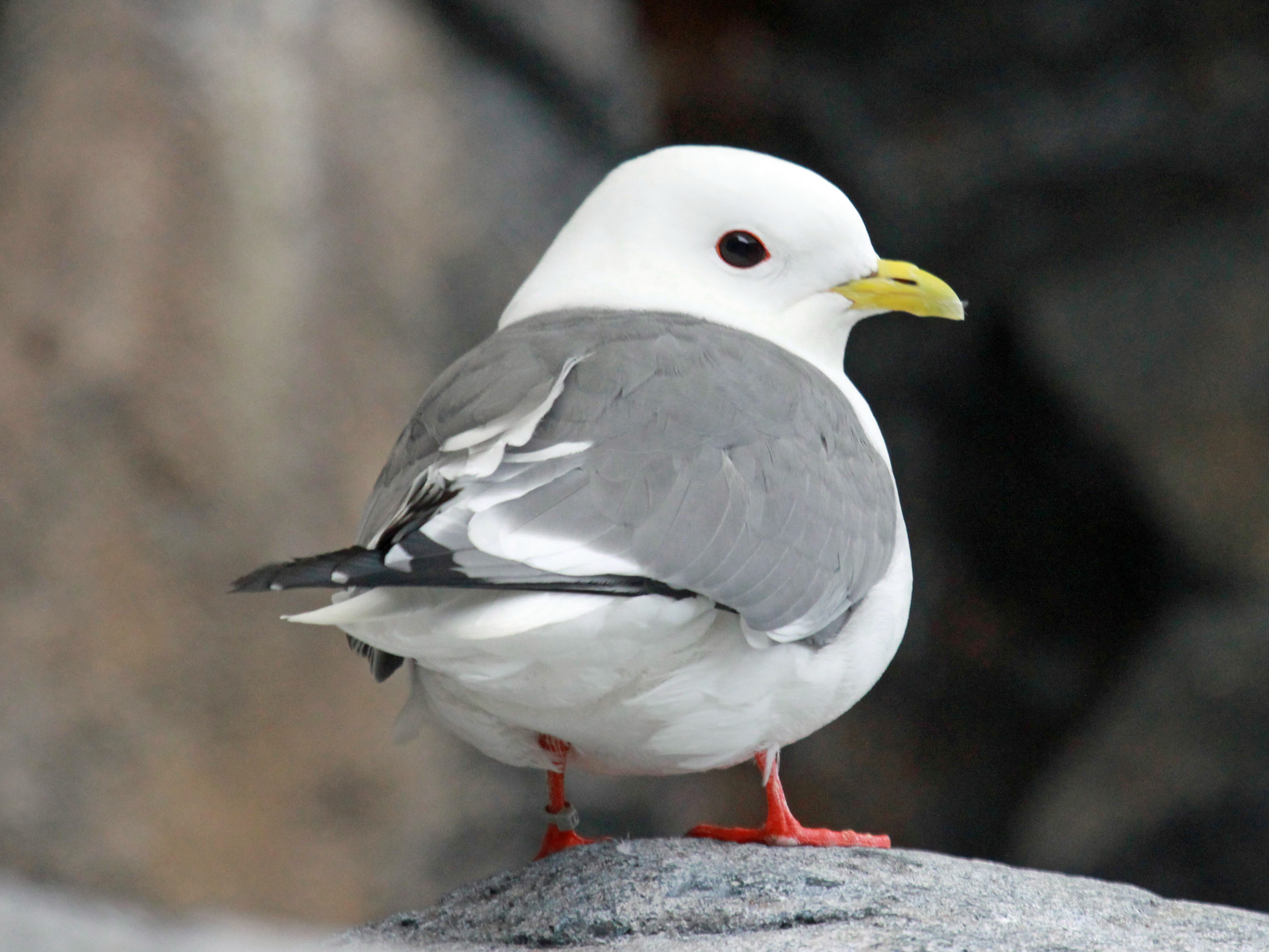
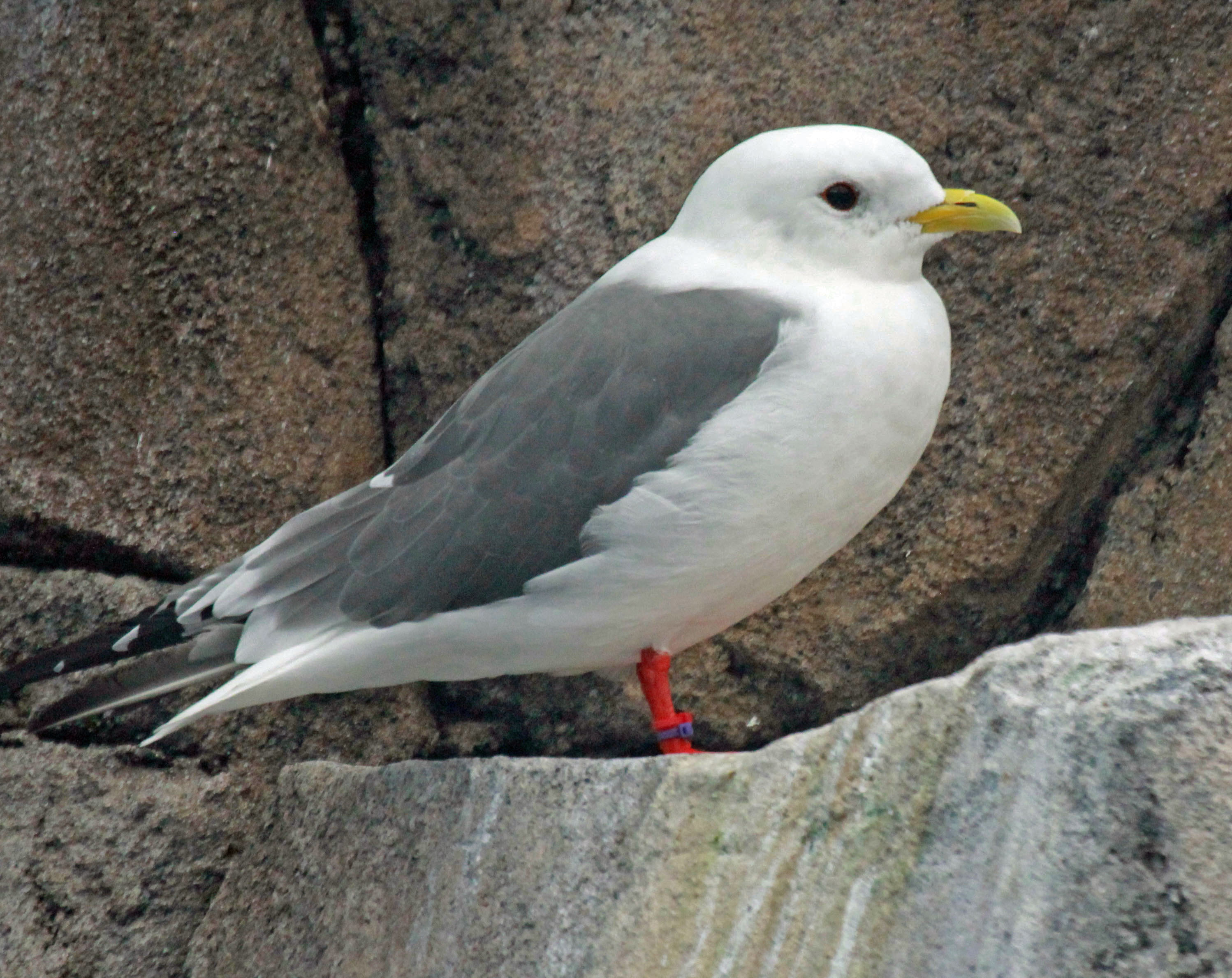
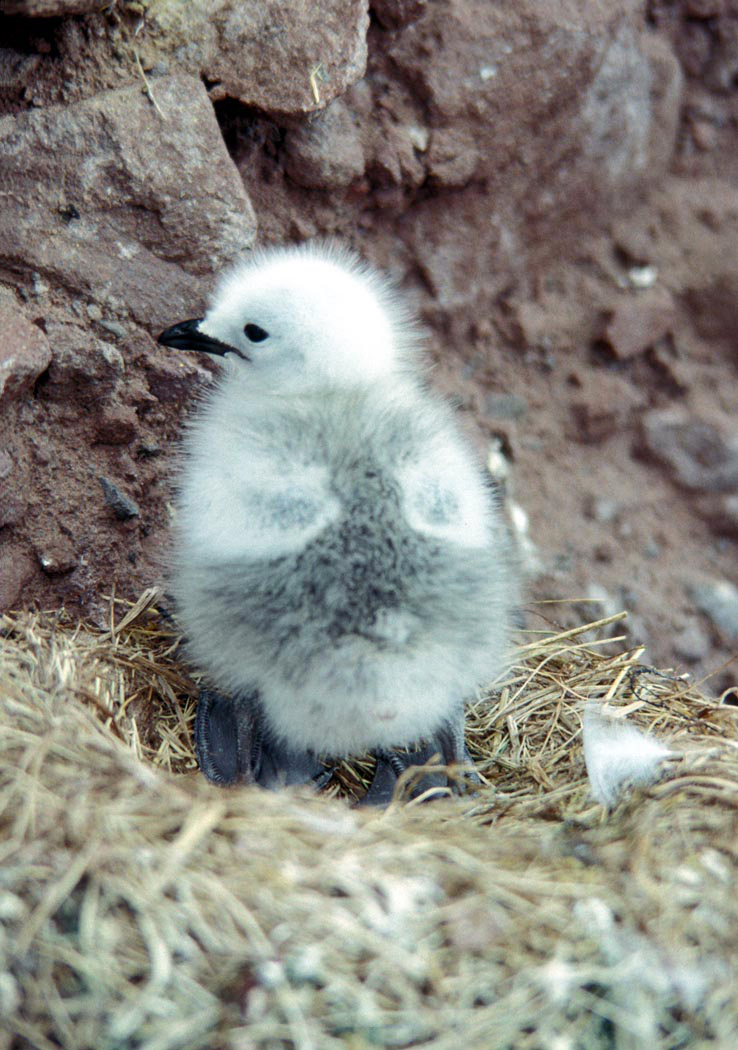
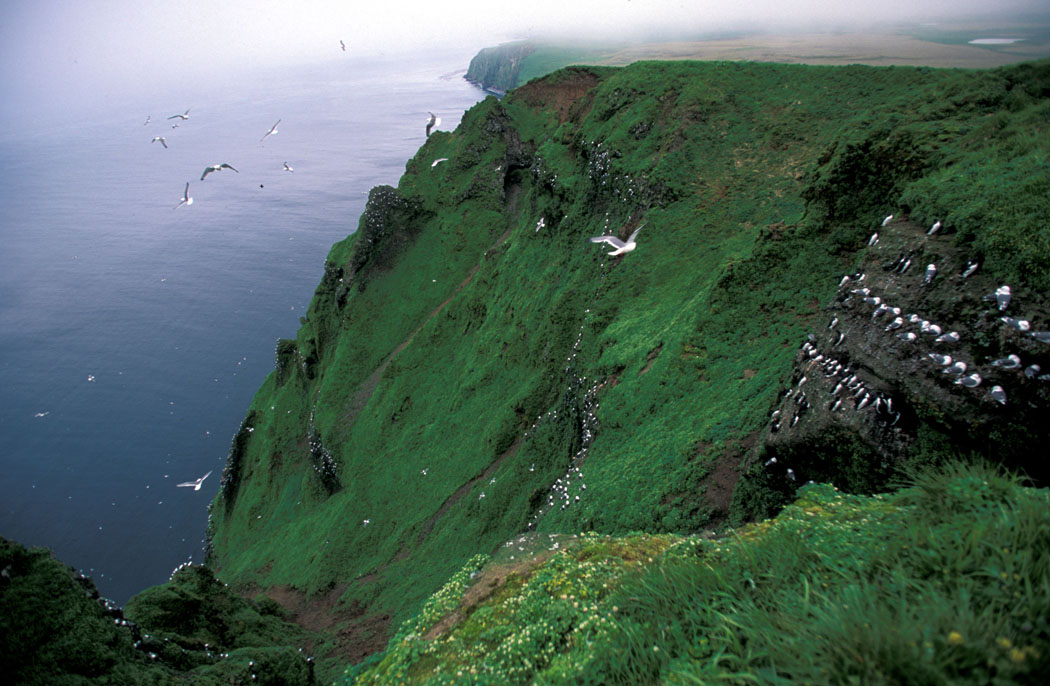